# Neoclanis
Neoclanis é um gênero de mariposa pertencente à família Bombycidae.